# Contact Centre Arese

Vista del edifício del Centro Técnico de la fábrica de Arese, donde se encuentra situado el centro

El Contact Centre Arese es el call centre internacional multilingüe de Fiat S.p.A. En él se gestionan las relaciones con los clientes en toda Europa de una veintena de marcas del grupo a través de soluciones multicanal. Se encuentra situada en Arese, cerca de la ciudad de Milán, en Lombardia, Italia. Ocupa aproximadamente 5.000 metros cuadrados repartidos en seis plantas del edificio del antiguo Centro Técnico de la extinta fábrica de Alfa Romeo Arese. Se inauguró en 1996 coincidiendo con el paulatino cierre de la fábrica. Desde 2009, con la toma de control de Chrysler Group LLC por Fiat S.p.A., el centro pasó a dar servicio a los clientes europeos de las marcas comercializadas por el grupo estadounidense. Actualmente en el trabajan 500 personas. 

## Marcas
| - Fiat - Fiat Professional - Abarth - Lancia - Alfa Romeo - Maserati | - Chrysler - Jeep - Dodge - Fiat Group - Magneti Marelli | - Case Construction - Case IH - New Holland Construction - New Holland Agriculture - Steyr Traktoren |  |

## CONNECT
Además de los servicios centralizados de atención al cliente del grupo y sus filiales, en el Contact Centre Arese se gestionan todas las peticiones telemáticas del sistema CONNECT. Entre ellos se prestan servicios como asistencia en carretera, asistencia médica, información sobre el tráfico, información meteorológica, asesoramiento jurídico para automovilistas y servicios de comercio en movilidad como: reserva de habitaciones de hotel y restaurantes, compra de billetes de avión, tren o barco, entradas de cine, teatro, competiciones deportivas, y conciertos, muestras y museos. 
Además de todo esto desde el Contact Centre Arese también se gestionan los recordatorios de vencimiento de documentos importantes relacionados con el automóvil como el cupón de revisión o el cambio de aceite o con el cliente documento de identidad, permiso de conducir o pasaporte entre otros. Adicionalm ente en caso de pérdida o robo, se facilita al cliente la posibilidad de bloquear sus tarjeta de crédito y recibir en casa los duplicado de las llaves del automóvil. Es posible también solicitar al centro recordatorios de compromisos día a día como citas, reuniones, llamadas, etc.